# Акинеево
Акинеево (баш. Әкәнәй) — деревня в Калтасинском районе Республики Башкортостан Российской Федерации. Входит в состав Калегинского сельсовета. Население — 68 чел. (2010).

## География

### Географическое положение
Расстояние до:
- районного центра (Калтасы): 41 км,
- центра сельсовета (Калегино): 7 км,
- ближайшей ж/д станции (Янаул): 90 км

## Население
| 2002 | 2009 | 2010 |
| ---- | ---- | ---- |
| 80   | ↘76  | ↘68  |

Национальный состав
Согласно переписи 2002 года, преобладающие национальности — русские (50 %), марийцы (39 %).